# Eukoenenia maroccana
Eukoenenia maroccana är en spindeldjursart som beskrevs av Barranco och Mayoral 2007. Eukoenenia maroccana ingår i släktet Eukoenenia och familjen Eukoeneniidae. Inga underarter finns listade i Catalogue of Life.